# Дурдылыев, Шамухаммет
Шамухаммет Дурдылыев (туркм. Durdylyýew Şamuhammet; род. 1963, Бахарден, Ашхабадская область, Туркменская ССР, СССР) — туркменский государственный деятель. Бывший заместитель председателя Кабинета министров Туркменистана по строительству, министр строительства Туркменистана и хяким Ашхабада.

## Биография
Родился в поселке Бахарден.
В 1986 году окончил факультет промышленного и гражданского строительства Туркменского политехнического института по специальности инженер-строитель.
Работать начал в 1986 году инженером по технике безопасности, строительным мастером Бахарденской межхозяйственной ПМК-3.
В 1990—1992 годах работал инженером производственно-технического отдела хозрасчетного строительного участка, мастером на кирпичном заводе.
В 1992 году — руководитель малого предприятия «Нусга».
В 1992—1993 годах — начальник Бахарденского хозрасчетного строительного участка треста «Ашхабадрембытстрой».
В 1993 году назначен начальником СМУ-3 производственного объединения «Ахалвелаятгаз».
С 1993 по 1994 год — прораб Бахарденской районной специализированной ПМК-17.
В 1994—1995 гг. — заместитель председателя сельсовета посёлка Бахерден.
С 1995 по 2002 год — начальник, инженер, главный инженер производственного управления «Бахарденсувходжалык».
С 2002 по 2007 год — начальник ПМК-11 производственного управления «Ахалобагурлушык», заместитель начальника, начальник производственного управления «Ахалобагурлушык».
В 2007 году назначен заместителем министра строительства и промышленности строительных материалов Туркменистана.
С 9 августа 2007 — 14 апрель 2008 — министр строительства и промышленности строительных материалов.
С 15 апреля 2008 — 15 января 2010 — министр строительства Туркменистана.
С 15 января 2010 — хяким города Ашхабада.
11 января 2013 года — 13 января 2017 — заместитель председателя Кабинета министров Туркменистана по строительству.
10 января 2014 года был назначен управляющим делами Аппарата Президента Туркменистана и Кабинета министров Туркменистана.

## Награды
- Медаль «20 лет Независимости Туркменистана»[6]